# Ballerus

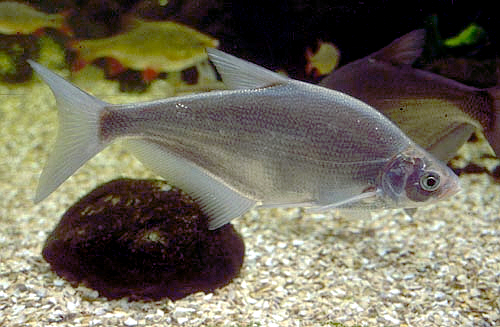
Ballerus ballerus

Ballerus Heckel, 1843 è un genere di pesci ossei appartenenti alla famiglia Cyprinidae. È stato a lungo considerato sinonimo di Abramis.

## Distribuzione e habitat
Questi pesci sono presenti in un areale che va dalla Germania al mar d'Aral. Sono naturalmente assenti dall'Italia e dall'Europa meridionale in genere

## Specie
- Ballerus ballerus
- Ballerus sapa